# Бабеєво (Темниковський район)
Бабе́єво (рос. Бабеево, ерз. Бабеево) — село у складі Темниковського району Мордовії, Росія. Адміністративний центр Бабеєвського сільського поселення.
Населення — 236 осіб (2010; 274 у 2002).
Національний склад (станом на 2002 рік):
- росіяни — 75 %